# Ghetto de Dziatlava
| \| Dziatlava \| Localisation de Dziatlava sur la carte de la Biélorussie. |
| Dziatlava                                                                 |

Ghetto de Dziatlava (en biélorusse : Гетто в Дзя́тлава ; en russe : Гетто в Дя́тлово ; en polonais : Zdzięcioł Ghetto ; en Yiddish : Zhetel Ghetto) (22 février 1942 — 8 août 1942) — ghetto juif, lieu de déplacement sous la contrainte des Juifs de la ville de Dziatlava, dans la voblast de Hrodna (en russe : oblast de Grodno) raïon de Dziatlava, suivant le processus de la Shoah en Biélorussie, à l'époque de l'occupation du territoire de l'Union soviétique par les forces armées du Troisième Reich durant la Seconde Guerre mondiale. Dziatlava était une ville polonaise avant la guerre, devenue soviétique en vertu du Pacte germano-soviétique de 1939. En septembre 1941, après l'invasion de la Pologne par les forces armées du Troisième Reich, elle faisait partie de la l'URSS depuis deux ans. Elle se situe aujourd'hui en Biélorussie.

## Occupation de Dziatlava et création du ghetto

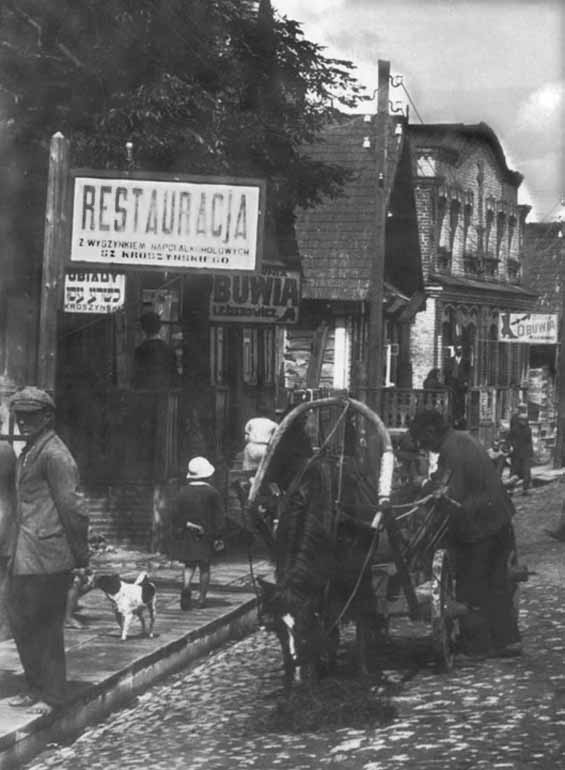
Rue juive avant ou pendant la Seconde Guerre mondiale à Dzyatlava.

Avant la guerre, près de 60 % de la population de la ville de Dziatlava était juive et cela représentait 2 376 habitants,. Entre 1939 et 1941, un grand nombre de Juifs arriva de la partie occidentale de la Pologne occupée par l'Allemagne depuis septembre 1939. En juin 1941, la population juive de la ville comprenait plus de 4 500 personnes.
La petite ville se trouva sous occupation allemande pendant trois ans, du 30 juin 1941 jusqu'au 9 juillet 1944.
Dès la prise de la ville, le commandant de Dziatlava ordonna aux Juifs de porter l'étoile de David sur la poitrine et dans le dos, cousue à leurs vêtements. Ceci sous peine de mort en cas d'infraction. Le 23 juillet 1941, environ 120 Juifs les plus connus de leur communauté, choisis sur une liste établie par les Einsatzgruppen furent rassemblés sur la place de la ville et arrêtés. Parmi eux figuraient le rabbin Alter Dvoretskiï et Yankel Kaplan. En échange de pots-de-vin donnés à la police composée de collaborateurs biélorusses, il fut possible de faire libérer le rabbin de la ville. Quant aux autres, qui avaient été soi-disant envoyés au travail obligatoire, il apparut deux jours après qu'ils avaient été tués dans les bois, près de la caserne de Novogroudok.
Fin août 1941, un Judenrat fut mis en place. Parmi ses membres : Alter Dvoretskiï, Hirshl Benyamovitz, Yegouda Luski, Moche-Mendel Leiserovitsh, Elie Novolenski, Dovid Senderovskiï, Faivel Epchtein, Saul Kaplinskiï, les rabbins Jitzhok Reicer et Berl Rabinovitch. Samuel Kustin fut nommé président du Judenrat et Dvoretskiï son remplaçant. Bientôt Dvoretskiï remplaça Kustin comme président (il avait 37 ans et était juriste de formation des universités de Berlin et Varsovie).
Le deuxième jour de la fête de Souccot en 1941, les Allemands fusillèrent, sans avertissement, Jacob Noa dans la rue. Le 28 novembre 1941, ils obligèrent les Juifs à donner tous leurs objets de valeur. Libe Gercowski fut accusé de cacher de l'or et fut fusillé dans la rue à la vue de tous. Le même jour, le Judenrat fut obligé de choisir 4 vitriers et 15 charpentiers qui furent envoyés vers une destination inconnue. Le 15 décembre 1941, environ 400 hommes juifs furent envoyés au camp de travail forcé de Dvorjets pour participer à la construction d'un aérodrome sous contrôle allemand dans le cadre de l'Organisation Todt.
Du 22 février 1942 et jusqu'en septembre 1942,, les nazis regroupèrent tous les Juifs de Dziatlava (soit 4 500 personnes) dans un ghetto organisé dans le quartier de la synagogue,.

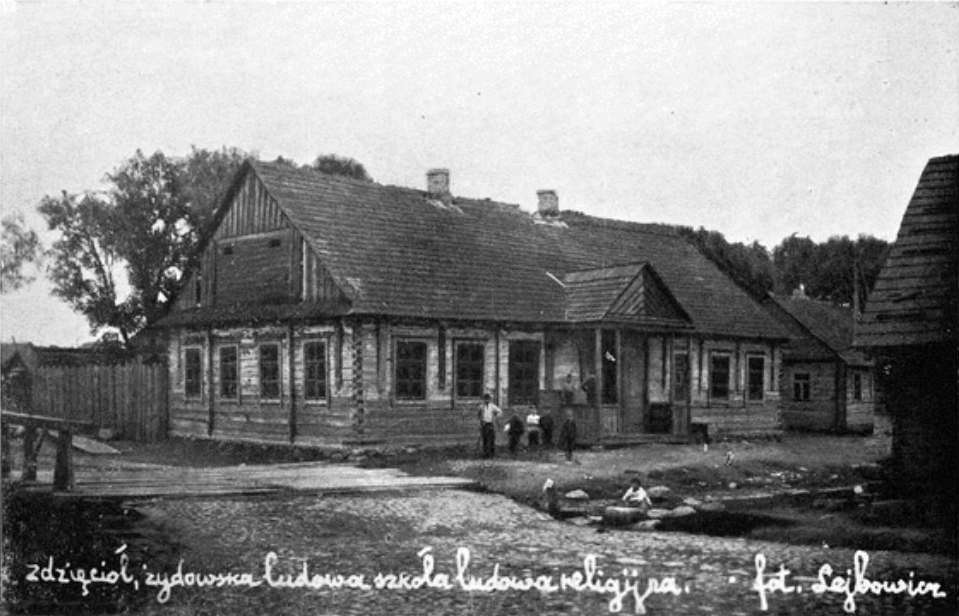
Première école juive publique à Dziatlava, fondée sous la Seconde République de Pologne durant l'entre-deux-guerres.

## Conditions de vie dans le ghetto
Le ghetto était de type fermé, entièrement isolé du monde extérieur, entouré d'une palissade en bois et de fil de fer barbelé. Il était surveillé par des gardes tournantes, deux policiers locaux se trouvant en permanence devant la porte,.
Tout contact avec la population non-juive, même un simple échange de mots, était interdit sous peine de mort. Le fait d'introduire de la nourriture dans le ghetto était passible de mort pour les deux parties. Malgré cela les paysans apportaient de la nourriture en échange d'or, de vêtements et d'autres objets. Les Juifs qui sortaient du ghetto pour le travail obligatoire étaient sévèrement gardés et surveillés,.

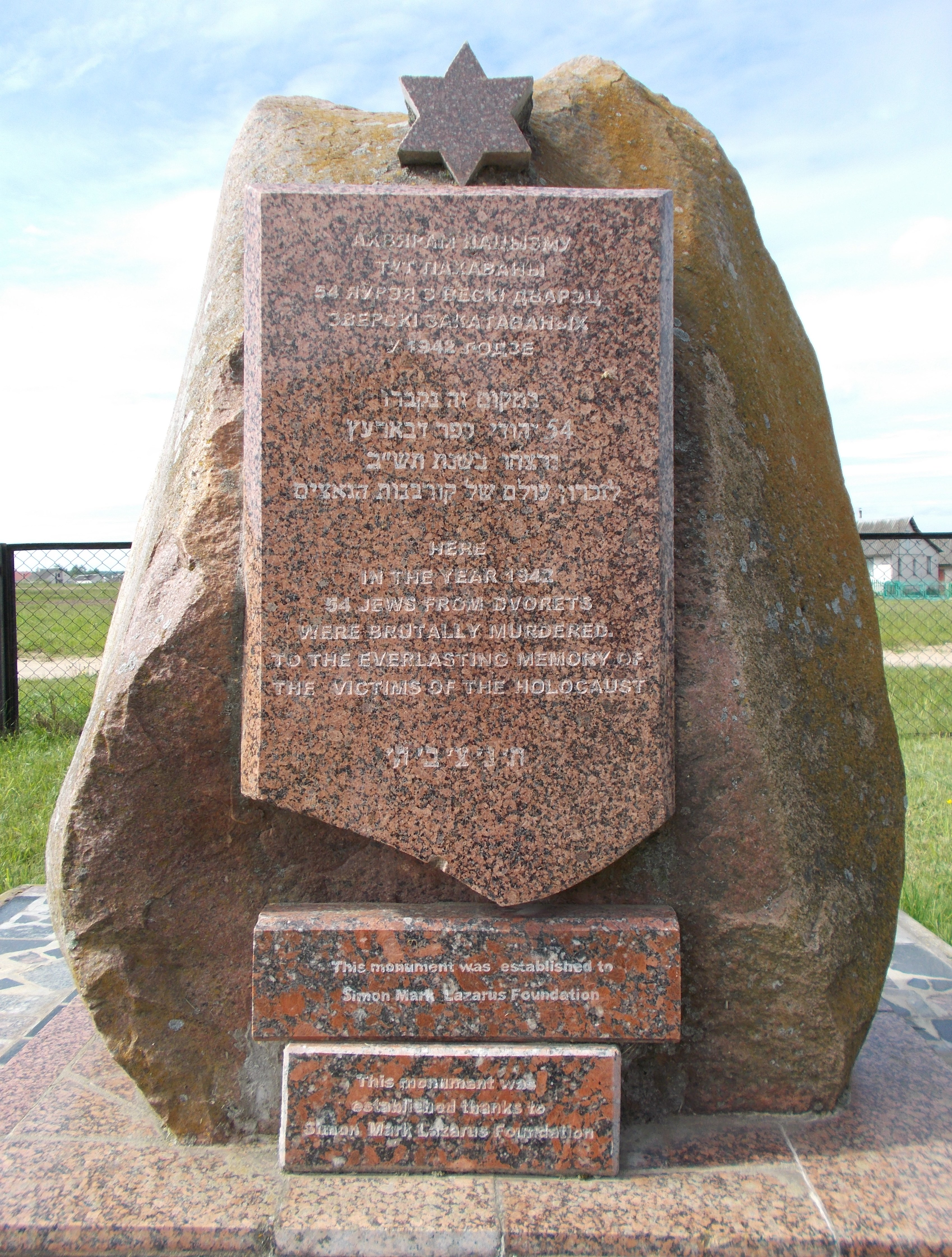
Stèle en mémoire des 54 Juifs du village de Dvorets, tués par les nazis en 1942 et enterrés au cimetière juif de Dziatlava.

Dans les maisons vidées de leurs habitants non-juifs, les Allemands installaient 5 à 6 familles, beaucoup d'entre elles voyaient ses membres séparés les uns des autres. Dans chaque chambre devaient vivre jusqu'à 8 personnes. Les meubles étaient retirés de la maison pour laisser la place à des lits superposés à deux étages.

## Résistance dans le ghetto
À l'automne 1941, avant même la création du ghetto, Alter Dvoretskiï organisa un groupe de résistants qui comprenait soixante personnes environ. Il parvint à organiser des communications avec les Juifs des villages voisins, et aussi les opérateurs de l'Armée rouge qui organisaient des détachement de partisans dans la région. Dvoretskiï scinda le groupe en vingt cellules qui comprenait chacune trois personnes. Ils purent encore rassembler des armes dans le mois qui suivit l'organisation du ghetto. Une dizaine d'hommes de l'organisation clandestine parvint à se faire inscrire dans la police juive du ghetto,.
Le groupe dirigé par Dvoretskiï s'était fixé les objectifs suivants : rassembler de l'argent pour acheter des armes et les faire rentrer dans le ghetto ; préparer une révolte armée et s'attaquer à la Kommendatur au cas où les Allemands commençaient à liquider le ghetto ; convaincre les non-juifs de ne pas collaborer avec les Allemands.
Le 20 avril 1942, Dvoretskiï et six de ses collaborateurs durent fuir dans les bois, car les Allemands avaient appris l'existence de leur organisation clandestine. Alter Dvoretskiï fut tué dans une embuscade peu après.

## Destruction du ghetto et les deux massacres de Dziatlava
Le ghetto fut détruit pour l'essentiel en avril et en août 1942 et s'accompagna de deux massacres de masse par fusillades de milliers de prisonniers,,,. Selon de nombreux documents et témoignages, cette liquidation du ghetto de Dziatlava est évoquée sous le nom de « Massacre de Dziatlava » (en russe :« Резня в Дятлово » (Resnia v Diatlovo)).
En avril 1942, les Allemands arrêtèrent les membres d'un réseau de clandestins armés. Le 29 avril 1942, ils arrêtèrent les membres du Judenrat et encerclèrent le ghetto. Le 30, tous les Juifs reçurent l'ordre de se rendre au vieux cimetière, dans l'enceinte même du ghetto. Les Allemands et les policiers commencèrent à faire sortir les Juifs des maisons. Ils rouaient de coups de pied et tuaient sur place ceux qui ne se soumettaient pas. Ils séparèrent les « inutiles », c'est-à-dire, selon eux, les femmes, les vieux et les enfants des hommes qui étaient plus jeunes et plus aptes au travail. Environ 1 200 Juifs (le nombre exact est inconnu, le monument indiquant 3 000) furent chassés par les rues de la ville jusqu'au bois, dans les faubourgs au sud de Dziatlava. Le défilé des Juifs s'avançait dans les rues. Les gens hurlaient et pleuraient, faisaient leurs adieux à leurs proches. Quant aux habitants de la localité, il leur était interdit de se pencher aux fenêtres pour voir passer ce cortège et, à cette fin, les Allemands tenaient des chiens en laisse le long des rues
Dans le bois, des fossés avaient déjà été creusés et les Juifs commencèrent à être fusillés par groupe de 20 personnes. Durant cette Aktion — terme employé par les nazis pour désigner les massacres de masse de Juifs —, le commissaire allemand du district écarta ceux dont il connaissait la qualité professionnelle, ainsi que les membres de leur famille. Cela sauva momentanément une centaine de Juifs qui retournèrent dans le ghetto. Participèrent au massacre des Allemands, mais aussi les membres de la collaboration biélorusse et les collaborateurs baltes (Lettons et Lituaniens),,.
Les Juifs qui étaient encore dans le ghetto ce jour-là comprirent qu'il était grand temps de faire quelque chose pour garder la vie sauve. Ils commencèrent par creuser des « abris » (« framboisiers » dans le langage des ghettos), où ils pourraient se cacher. Les gens avaient gardé le souvenir d'une femme cachée dans un de ces abris et qui portait son enfant en pleurs : « ou bien ils sortaient de la cache ou bien elle étouffait son enfant pour que nous soyons tous sauvés » — et elle sortit, ne pouvant se résoudre à tuer son enfant. Ces caches souterraines aidèrent beaucoup de Juifs à se sauver des dernières fusillades et des incendies dans le ghetto, et des habitants biélorusses les aidèrent par la suite à fuir dans les bois. Selon certaines données 500 Juifs réussirent à s'enfuir ainsi,. La petite ville de Dziatlava ne se trouve qu'à quelques dizaines de kilomètres au sud de la forêt de Naliboki, près de celles situées le long du fleuve Dniepr et, une fois dans les bois, des contacts étaient possibles avec les partisans soviétiques.
Le second massacre des Juifs du ghetto de Dziatlava commença le 6 août 1942 et se prolongea pendant trois jours. Des Juifs du ghetto se cachèrent dans les caches souterraines préparées à l'avance. Ce massacre fit entre 1 500 et 3 000 victimes, dont les corps furent enterrés dans trois fosses communes creusées dans le cimetière juif situé dans les faubourgs sud de la petite ville. Prirent part cette fois au massacre de la population juive de Dziatlava des soldats et officiers du 36e bataillon de police composé depuis le début de 1942 de volontaires baltes sur le territoire de l'Estonie,.
Il ne resta plus en vie qu'à peine plus de 200 artisans spécialisés juifs qui furent transférés dans le ghetto de Novogroudok.
C'est comme cela que se termina le ghetto de Dziatlava et de la communauté juive de cette bourgade. Le total des juifs torturés et tués pendant l'occupation s'élève à 3 500. Quelques centaines de Juifs purent se sauver et la plupart d'entre eux survécut jusqu'à la libération en vivant dans des familles dans des camps de partisans,,.

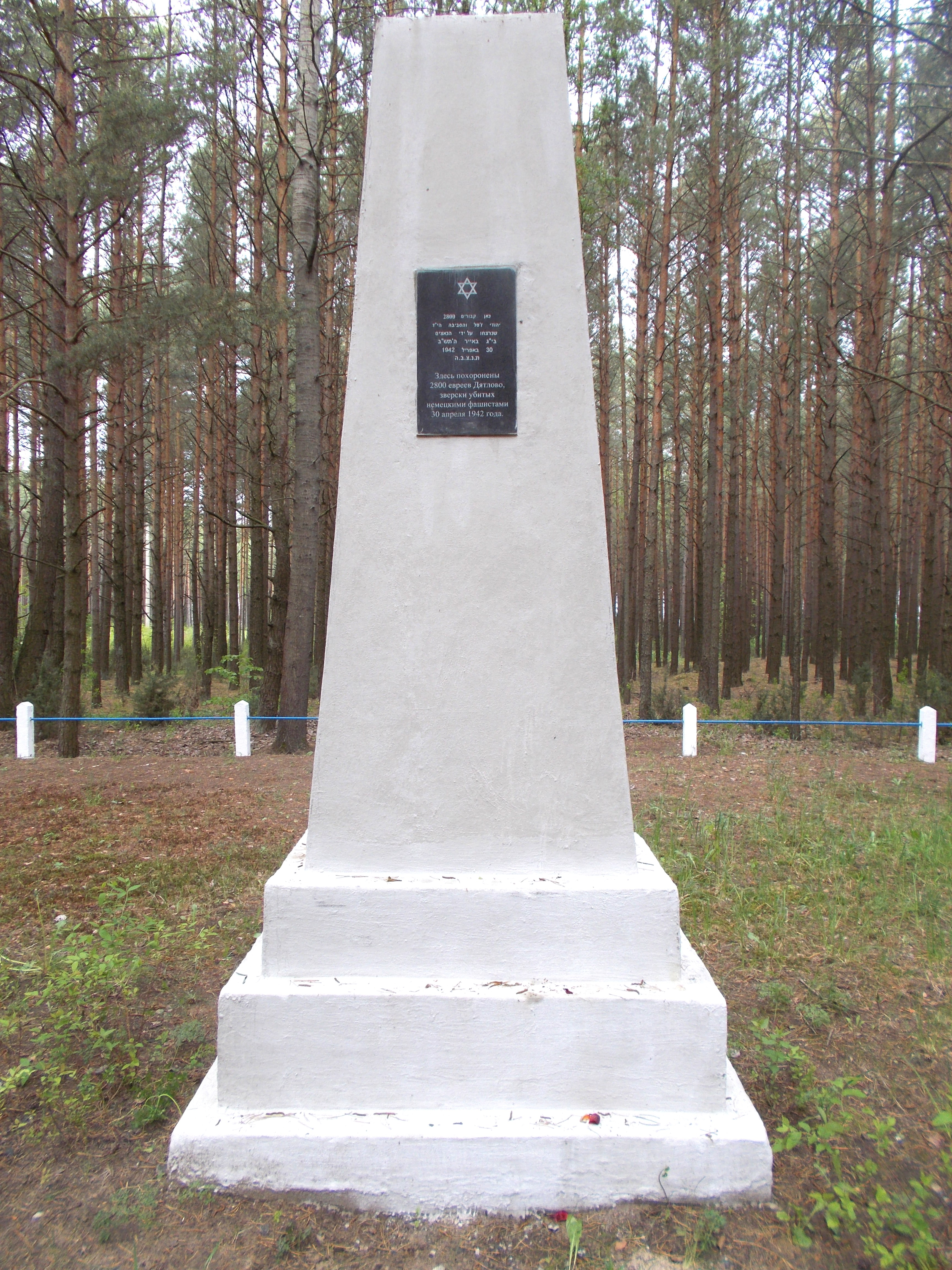
A la mémoire des 2800 Juifs tués par les nazis le 30 avril 1942 à Dziatlava.

Les noms des organisateurs et exécutants des massacres des Juifs de Dziatlava ont été conservés : le Sonderführer SS Gleyman, le soldat allemand Glebko, le lieutenant Ubrih, les lieutenants Kihler, Riedel et Brown, Egnson, et les capitaines Malher Meidel.

## Cas de sauvetage
Abraham Jacovlevitch Kaplan, miraculeusement sauvé du ghetto, survécut à la guerre. Il fut le dernier des natifs de la ville à vivre à Dziatlava.
En août 1942, quelques dizaines d'habitants du ghetto de Dziatlava furent sauvés par hasard, alors qu'ils étaient occupés à leurs tâches obligatoires par un détachement de partisans sous le commandement d'E. Atlas,.
Une famille polonaise, Jean et Józefa Jarmolowicz (Jarmolowitz), cacha pendant plusieurs années cinq Juifs dans sa ferme. Ils furent honorés pour leur action et reçurent le titre de « Justes parmi les Nations » de l'Institut israélien de la mémoire Mémorial de Yad Vashem « en signe de profonde reconnaissance pour l'aide apportée au peuple juif pendant la Seconde Guerre mondiale »

## Mémoire
Sur les 3 500 Juifs tués à Dziatlava, le nom de famille de 1 601 d'entre eux n'a pas encore pu être retrouvé.
En 1945 à Dziatlava fut édifiée un obélisque à la mémoire des victimes de la Shoah.

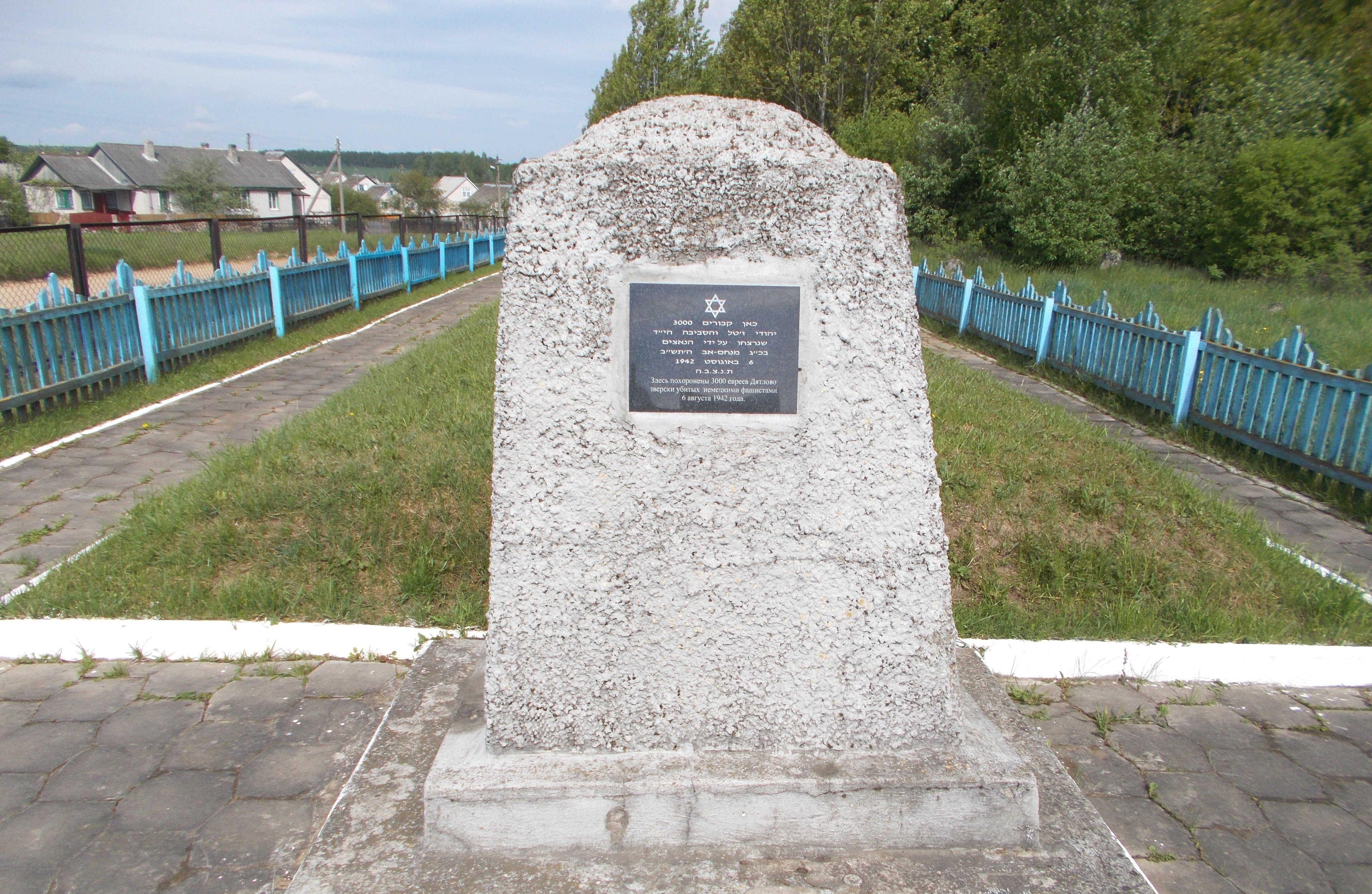
A la mémoire des 3000 Juifs tués à Dziatlava.

Des pierres du souvenir ont été élevées sur les fosses communes des prisonniers du ghetto, fusillés et torturés par les fascistes en août 1942,.

## Sources
- (ru) Cet article est partiellement ou en totalité issu de l’article de Wikipédia en russe intitulé « Гетто в Дятлово (Гродненская область) » (voir la liste des auteurs).
- (ru) Сп авочник о местах принудительного содержания гражданского населения на оккупированной территории Беларуси 1941-1944 [Lieux de détention des populations civiles sur le territoire de la Biélorussie 1941-1944]
- (ru) Leonid Smilovitski Смиловицкий, Леонид Львович|Л. Смиловицкий. Гетто Белоруссии — примеры геноцида (из книги «Катастрофа евреев в Белоруссии, 1941—1944 гг.» (La Shoah en Biélorussie)
- (ru) Национальный архив Республики Беларусь (НАРБ). — фонд 845, опись 1, дело 6, лист 37[1],[5];(Archives nationales de Biélorussie)
- (ru) Государственный архив Российской Федерации (ГАРФ). — фонд 7021, опись 81, дело 102, листы 1-56[1],[5];
- (ru) РЕЭ|Дятлово; (Archives de la fédération de Russie)
- Зональный архив Барановичей, — фонд 616, опись 1, дело 70, лист 73[1]; (Archives régionales de Baranovitchi)
- (ru) Yad Vashem Архив Яд Вашем, М-33/1159[1];(Archives)
- (en) title=Zdzieciol | publisher=NYU Press | work=The Encyclopedia of Jewish Life: Before and During the Holocaust | year=2001 | accessdate=January 12, 2013 | author=Shmuel Spector, Geoffrey Wigoder | page=1498 |  (ISBN 0814793568)
- (de) Christian Gerlach, Kalkulierte Morde : Die deutsche Wirtschafts- und Vernichtungspolitik in Weißrußland 1941 bis 1944 [Meurtres calculés : la politique économique et d'extermination de l'Allemagne en Biélorussie de 1941 à 1944], Hambourg, Hamburger Edition, 1999  (ISBN 978-3-930-90854-7).